# Luftëtari Tirana
El Luftëtari Tirana fue un equipo de fútbol de Albania que jugó en la Superliga de Albania, la primera división de fútbol del país.

## Historia
Fue fundado en el año 1952 en la capital Tirana y era propiedad de Enver Hoxha, el entonces presidente de Albania. Al año siguiente debuta en la Superliga de Albania donde fue eliminado en la primera ronda al terminar en tercer lugar del Grupo C.
El club participó por cuatro temporadas consecutivas en la Superliga de Albania hasta su última aparición en 1955 luego de que Enver Hoxha disolviera al equipo por no cumplir con los objetivos de ser campeón y por estar siempre a la sombra de los equipos importantes de Tirana como el Dinamo Tirana y el Partizani Tirana.